# Tatyana Kostyrina
Tatyana Kostyrina (em russo:  Татьяна Костырина, 1924 – 22 de novembro de 1943) foi uma Sargento Junior do Exército Vermelho durante a Segunda Guerra Mundial. Ela foi postumamente condecorada com o título de Heroína da União Soviética, em 16 de Maio de 1944.

## Vida civil
Kostyrina nasceu em 1924 numa família camponesa russa em Kropotkin, Krasnodar. Não se sabe muito mais sobre a sua vida antes de ela entrar para o Exército Vermelho, no qual ela se formou a partir de oito turmas do ensino secundário antes de entrar para o exército.

## Carreira militar
Kostyrina juntou-se ao Exército Vermelho em agosto de 1942 e formou-se em cursos de sniper. Ela lutou como um sniper em batalhas por Kuban, Kerch, e Crimeia. Ela morreu na batalha de Adzhimushka, na qual ela matou 15 inimigos depois de assumir as funções de comandante de batalhão, levando o seu batalhão para o combate e permanecendo no campo de batalha, mesmo depois de ter sido ferida em combate. Em uma luta de trincheiras um soldado alemão correu para ela, mas Kostyrina disparou em primeiro lugar apenas para ser morta por uma bala perdida do inimigo. No total, ao longo da sua carreira militar matou 120 inimigos em combate, pelos quais ela foi recomendada para o título de Herói da União Soviética. Em 1944, foi também condecorada postumamente com uma Ordem de Lenin.